# Julien Lizeroux
Julien Lizeroux (Moutiers, 5. rujna 1979.) je francuski alpski skijaš. Član je skijaškog kluba Douanes-La Plagne.
Julien je izraziti tehničar i ne vozi brze discipline, osim kada se natječe za bodove iz superkombinacije. Najbolje nastupe bilježi u slalomu. Ima nekoliko plasmana među prvom desetoricom. Prvi put je u utrkama Svjetskog kupa nastupio 23. siječnja 2000. godine u Kitzbühelu u slalomu, ali nije završio prvu vožnju. Prve bodove osvojio je u slalomskoj utrci u Madonni di Campiglio 19. prosinca 2000. kada je zauzeo 15. mjesto. Premijernu pobjedu u Svjetskom skijaškom kupu ostvario je u austrijskom Kitzbühelu 25. siječnja 2009. u slalomu. Dobru formu nastavio je i na svjetskom prvenstvu koje se iste godine održalo u Val d'Isereu. Prvo je osvojio srebro u superkombinaciji iza Aksela Lunda Svindala, da bi potom isti uspjeh ponovio i u slalomu.

## Pobjede u Svjetskom kupu
| Nadnevak           | Skijalište    | Disciplina |
| ------------------ | ------------- | ---------- |
| 25. siječnja 2009. | Kitzbühel     | Slalom     |
| 1. ožujka 2009.    | Kranjska Gora | Slalom     |
| 10. siječnja 2010. | Adelboden     | Slalom     |

## Vanjske poveznice
- FIS Profil  Arhivirana inačica izvorne stranice od 6. veljače 2009. (Wayback Machine)
- Web stranica